# Wario Ware D.I.Y. (Do It Yourself)
WarioWare: DIY (namn i Japan Made in Ore) är en mikrospelsamling för Nintendo DS som släpptes i Japan den 29 april 2009, i USA den 28 mars 2010 och i Europa den 30 april 2010.
Spelet går ut på att göra sina egna, så kallade "microspel".